# WSDL
WSDL, las siglas de Web Services Description Language, es un formato del Extensible Markup Language (XML) que se utiliza para describir servicios web (WS). La versión 1.0 fue la primera recomendación por parte del W3C y la versión 1.1 no alcanzó nunca tal estatus. La versión 2.0 se convirtió en la recomendación actual por parte de dicha entidad.
WSDL describe la interfaz pública a los servicios Web. Está basado en XML y describe la forma de comunicación, es decir, los requisitos del protocolo y los formatos de los mensajes necesarios para interactuar con los servicios listados en su catálogo. Las operaciones y mensajes que soporta se describen en abstracto y se ligan después al protocolo concreto de red y al formato del mensaje.
Así, WSDL se usa a menudo en combinación con SOAP y XML Schema. Un programa cliente que se conecta a un servicio web puede leer el WSDL para determinar qué funciones están disponibles en el servidor. Los tipos de datos especiales se incluyen en el archivo WSDL en forma de XML Schema. El cliente puede usar SOAP para hacer la llamada a una de las funciones listadas en el WSDL.
El WSDL nos permite tener una descripción de un servicio web. Especifica la interfaz abstracta a través de la cual un cliente puede acceder al servicio y los detalles de cómo se debe utilizar. 

## Estructura del WSDL
La estructura del WSDL tiene los siguientes elementos:

### Tipos de datos
<types>: Esta sección define los tipos de datos usados en los mensajes. Se utilizan los tipos definidos en la especificación de esquemas XML.

### Mensajes
<message>: Aquí definimos los elementos de mensaje. Cada mensaje puede consistir en una serie de partes lógicas. Las partes pueden ser de cualquiera de los tipos definidos en la sección anterior.

### Tipos de puerto
<portType>: Con este apartado definimos las operaciones permitidas y los mensajes intercambiados en el Servicio.

### Bindings
<binding>: Especificamos los protocolos de comunicación usados.

### Servicios
<service>: Conjunto de puertos y dirección de los mismos. Esta parte final hace referencia a lo aportado por las secciones anteriores.
Con estos elementos no sabemos qué hace un servicio pero sí disponemos de la información necesaria para interactuar con él (funciones, mensajes de entrada/salida, protocolos...)

## Ejemplos
A continuación se muestra un ejemplo de un documento WSDL y sus diferentes secciones. En este ejemplo concreto se implementa un servicio que muestra a partir del nombre de un valor bursátil su valor actual en el mercado. 
```
 
<definitions
 
name=
"StockQuote"
 

          
targetNamespace=
"http://example.com/stockquote.wsdl"

          
xmlns:tns=
"http://example.com/stockquote.wsdl"

          
xmlns:xsd1=
"http://example.com/stockquote.xsd"

          
xmlns:soap=
"http://schemas.xmlsoap.org/wsdl/soap/"

          
xmlns=
"http://schemas.xmlsoap.org/wsdl/"
>

 

    
<types>

       
<schema
 
targetNamespace=
"http://example.com/stockquote.xsd"

              
xmlns=
"http://www.w3.org/2000/10/XMLSchema"
>

           
<element
 
name=
"TradePriceRequest"
>

              
<complexType>

                  
<all>

                      
<element
 
name=
"tickerSymbol"
 
type=
"string"
/>

                  
</all>

              
</complexType>

           
</element>

           
<element
 
name=
"TradePrice"
>

              
<complexType>

                  
<all>

                      
<element
 
name=
"price"
 
type=
"float"
/>

                  
</all>

              
</complexType>

           
</element>

       
</schema>

    
</types>

 

    
<message
 
name=
"GetLastTradePriceInput"
>

        
<part
 
name=
"body"
 
element=
"xsd1:TradePriceRequest"
/>

    
</message>

 

    
<message
 
name=
"GetLastTradePriceOutput"
>

        
<part
 
name=
"body"
 
element=
"xsd1:TradePrice"
/>

    
</message>

 

    
<portType
 
name=
"StockQuotePortType"
>

        
<operation
 
name=
"GetLastTradePrice"
>

           
<input
 
message=
"tns:GetLastTradePriceInput"
/>

           
<output
 
message=
"tns:GetLastTradePriceOutput"
/>

        
</operation>

    
</portType>

 

    
<binding
 
name=
"StockQuoteSoapBinding"
 
type=
"tns:StockQuotePortType"
>

        
<soap:binding
 
style=
"document"
 
transport=
"http://schemas.xmlsoap.org/soap/http"
/>

        
<operation
 
name=
"GetLastTradePrice"
>

           
<soap:operation
 
soapAction=
"http://example.com/GetLastTradePrice"
/>

           
<input>

               
<soap:body
 
use=
"literal"
/>

           
</input>

           
<output>

               
<soap:body
 
use=
"literal"
/>

           
</output>

        
</operation>

    
</binding>

 

    
<service
 
name=
"StockQuoteService"
>

        
<documentation>
My
 
first
 
service
</documentation>

        
<port
 
name=
"StockQuotePort"
 
binding=
"tns:StockQuoteSoapBinding"
>

           
<soap:address
 
location=
"http://example.com/stockquote"
/>

        
</port>

    
</service>

 

 
</definitions>

```